# Reitia
Reitia era la diosa principal del panteón de los vénetos, una divinidad femenina relacionada con la sanación ("Bona Reitia") y la protectora de la memoria y, por tanto, de la escritura. Como atestiguan las ofrendas votivas en su nombre, muchas de las cuales contienen lecciones de gramática, juegos de palabras o secuencias de letras en escritura raetia y venética, ambas derivadas de la etrusca. Una de las inscripciones más conocidas mencionando a Raetia es un prendedor inscrito en véneto a modo de ofrenda votiva, encontrado en las ruinas de Ateste, cerca de Padua, datado en el siglo IV a. C. y que reza:
"Mego doto Fugsia Votna Sainatei Reitiai op voltio leno" (‘Fugsia Votna me dedicó a Sainati Reitia, voluntariamente, merecidamente’).
Los romanos la identificaron con Diana y con la griega Artemis, y su culto se sincretizó con éstas especialmente en historiolas con fines medicinales; donde su nombre reemplazó al de Reitia.
Existen numerosas figuras que representan a Reitia encontradas en el Véneto, sobre todo en la zona de Este y del Cadore. El culto empezó probablemente con los Retios, etruscos que se asentaron en la región y que para el siglo II a. C. habían sido absorbidos por los Vénetos. El alfabeto Retio, antecesor del Véneto, era una variante norteña del etrusco y los Retios muestran muchos rasgos culturales propios de los etruscos.